# Dichomeris aculata
Dichomeris aculata is een vlinder uit de familie van de tastermotten (Gelechiidae). De wetenschappelijke naam van de soort is voor het eerst geldig gepubliceerd in 2001 door K.T. Park.

## Type
- holotype: "male ♂, 22.-25.VII.1980. leg. D. Davis. USNM Genitalia Slide Park No. 87331"
- instituut: USNM
- typelocatie: "Taiwan, Pingtung County, Kenting Botanic Garden"